# Mark Crow
Mark Harvey Crow (Edwards Air Force Base, 22 ottobre 1954) è un ex cestista statunitense, professionista nella NBA e in Europa.

## Carriera

Crow schiaccia su un giovane Dražen Petrović.

Ala di 200 cm per 94 kg uscito dall'università di Duke, è stato la 111ª scelta del draft NBA 1977 con i New Jersey Nets, franchigia con la quale ha debuttato in NBA giocandovi 15 gare.
La prima esperienza lontano dai confini nazionali la vive nella Serie A2 italiana a Rimini, dove fu il primo straniero della storia del club insieme al compagno di squadra Steve Mitchell, che morì di lì a poco.
Dopo un'annata in Portogallo con lo Sporting Lisbona, Crow è di scena a Fabriano dove rimarrà per 6 stagioni consecutive durante le quali la squadra marchigiana riuscì a conquistare la promozione nella massima serie per la prima volta.
Successivamente è rimasto nel campionato italiano vestendo le canotte di Pescara e Udine, intervallate da una parentesi in Spagna al Siviglia.
Nel campionato italiano ha realizzato complessivamente 5167 punti.
Dopo il ritiro ha intrapreso la carriera di osservatore, lavorando prima con i Los Angeles Clippers (dal 1993 al 2000) e poi con gli Atlanta Hawks.
Il figlio Nicholas è anch'egli un cestista: nato e cresciuto a Rimini, ha giocato anche nell'Italia under 20.

## Palmarès
- Coppa di Portogallo: 1

Sporting Lisbona: 1980